# Mindre smaragdflickslända
Mindre smaragdflickslända (Lestes virens), även kallad sydlig smaragdflickslända, är en art i insektsordningen trollsländor som tillhör familjen glansflicksländor.

## Kännetecken
Den mindre smaragdflicksländan har guldgrön grundfärg på kroppen. Hos hanen är delar av mellankroppen och bakkroppen, särskilt spetsen, blåpudrade. Vingarna är genomskinliga med rödbrunt vingmärke. Kanterna på vingmärket är ljusa. Vingbredden är 35 till 40 millimeter och bakkroppens längd är 24 till 31 millimeter.

## Utbredning
Den mindre smaragdflicksländan finns i Europa, främst i de södra och mellersta delarna, samt i Nordafrika och Mellanöstern. I Sverige finns den i Skåne och Blekinge, samt på Öland och Gotland. 

### Status
I Sverige har mindre smaragdflickslända varit klassad som Nära hotad, NT, av Artdatabanken enligt rödlistorna 2000 och 2005. Enligt rödlistorna där efter, 2010, 2015 och 2020 klassas den som livskraftig, LC.

## Levnadssätt
Den mindre smaragdflicksländans habitat är främst små vattensamlingar, som mindre sjöar. Efter parningen lägger honan äggen, oftast tillsammans med hanen men ibland ensam, i stjälkarna på växter, som till exempel igelknopp. Utvecklingstiden från ägg till imago är ett år, men artens uppträdande är mycket oregelbundet. Den kan finnas på en plats ett år bara för att vara helt borta nästa. Flygtiden är juli till september.